# Thomas Saisi
Thomas Saisi (* 19. Juli 1945 im West Pokot District; † 31. März 2021 in Kapenguria) war ein kenianischer Mittelstreckenläufer, der sich auf die 800-Meter-Distanz spezialisiert hatte.
Bei den Olympischen Spielen 1968 in Mexiko-Stadt wurde er Siebter im 800-Meter-Lauf. Bei den British Commonwealth Games 1970 in Edinburgh schied er im Halbfinale über die gleiche Distanz aus. Bei seiner zweiten Olympiateilnahme in München 1972 startete Saisi ebenfalls über 800 Meter, schied allerdings im Vorlauf aus.

## Persönliche Bestzeiten
- 800 m: 1:46,3 min, 5. September 1971, München
- 1000 m: 2:19,8 min, 10. September 1971, London